# Mount Mervyn, Antarktis
Mount Mervyn är ett berg i Antarktis. Det ligger i Östantarktis. Australien gör anspråk på området. Toppen på Mount Mervyn är 2 286 meter över havet.
Terrängen runt Mount Mervyn är huvudsakligen lite kuperad. Trakten är obefolkad. Det finns inga samhällen i närheten.